# Estatuto de la Revolución Argentina
El Estatuto Argentino de 1966 se dictaminó el 28 de junio de 1966, cuando, mediante un golpe de Estado, asumió el poder una junta militar que se autodenominó Revolución Argentina y dictó un Estatuto de la Revolución Argentina integrado por 10 artículos que tenía preeminencia sobre la Constitución Nacional de 1853, con las reformas de 1860, 1866, 1898 y 1957, que permaneció vigente, aunque sin el carácter de norma suprema. El Estatuto de la Revolución Argentina quedó de hecho sin efecto el 25 de mayo de 1973, al asumir las autoridades democráticas con la presidencia de Héctor J. Cámpora. 
Las normas sancionadas establecían:
- Art. 1 El Poder ejecutivo de la Nación será desempeñado por el ciudadano que con el título de presidente de la Nación Argentina, designe esta Junta Revolucionaria.

- Art. 2 Una ley establecerá el número de ministros y secretarios de Estado que tendrán a su cargo el despacho de los negocios de la Nación, como asimismo sus funciones y vinculación de dependencia.

- Art. 3 El gobierno ajustará su cometido a las disposiciones de este Estatuto, a las de la Constitución nacional y leyes y decretos dictados en su consecuencia, en cuanto no se opongan a los fines enunciados en el Acta de la Revolución Argentina.

- Art. 4 El gobierno respetará todas las obligaciones internacionales contraídas por la República Argentina.

- Art. 5 El presidente de la Nación ejercerá todas las facultades legislativas que la Constitución nacional otorga al Congreso, incluidas las que son privativas de cada una de las Cámaras, con excepción de aquellas previstas en los arts. 45, 51 y 52 para los casos de juicio político a los jueces de los tribunales nacionales.

- Art. 6 A efectos de un mejor asesoramiento para el ejercicio de las facultades legislativas, el presidente de la Nación podrá convocar los organismos permanentes o transitorios que se establezcan por ley.

- Art. 7 Los magistrados designados para integrar la Corte Suprema de Justicia y los actuales miembros de los tribunales inferiores de la Nación, gozarán de las garantías que establece el art. 96 de la Constitución nacional.

- Art. 8 A los efectos previstos en los arts. 45, 51 y 52 de la Constitución nacional, en lo referente a los miembros de la Corte y tribunales inferiores, el gobierno dictará una ley para proveer la integración y funcionamiento de un jurado de enjuiciamiento para los magistrados nacionales.

- Art. 9 El gobierno proveerá lo concerniente a los gobiernos provinciales y designará los gobernadores respectivos, quienes ejercerán las facultades concedidas por las respectivas Constituciones provinciales a los Poderes Ejecutivo y Legislativo y desempeñarán su cometido sujetos a los principios expuestos en los arts. 3 y 5 del presente Estatuto y a las instrucciones del gobierno nacional.

En lo referente al Poder Judicial, los gobernadores podrán proponer la remoción total o parcial, por esta única vez, de los actuales jueces del tribunal superior de cada provincia, ajustándose en lo que respecta a los demás magistrados, a las garantías de inamovilidad que resulten de cada Constitución. Para la remoción de magistrados, los gobernadores establecerán un régimen de enjuiciamiento conforme a los principios que se establezcan para los magistrados nacionales.
- Art. 10 En caso de ausencia del país del presidente de la Nación Argentina, el Poder Ejecutivo será ejercido por el ministro del Interior.

Para el caso de incapacidad o muerte del presidente, su sucesor será designado de común acuerdo por los comandantes en jefe de las fuerzas armadas.